# قائمة برامج النشر المكتبي
قائمة برامج النشر المكتبي (بالإنجليزية: List of desktop publishing software) فيما يلي قائمة ببرامج النشر المكتبي الرئيسية. توجد مجموعة واسعة من الأدوات البرمجية ذات الصلة في هذا المجال بما في ذلك العديد من المكونات الإضافية والأدوات المتعلقة بالتطبيقات المذكورة أدناه.
توفر العديد من أدلة البرامج قوائم أكثر شمولاً لبرامج النشر المكتبي، بما في ذلك VersionTracker وTucows.

## برامج مجانية
يسرد هذا القسم البرامج المجانية التي تقوم بالنشر المكتبي. كل هذا مطلوب أن يكون مفتوح المصدر. على الرغم من أن البرنامج المذكور في هذا القسم ليس مطلوبًا، فهو متاح مجانًا. (من حيث المبدأ، في حالات نادرة، يتم بيع البرمجيات الحرة دون توزيعها عبر الإنترنت).

### برامج النشر المكتبي لأنظمة التشغيل Windows وmacOS وLinux وأنظمة التشغيل الأخرى
- رسم Collabora عبر الإنترنت[1] وكاتب Collabora عبر الإنترنت. تُعرف أيضًا تطبيقات أنظمة التشغيل ويندوز وماك أو إس ولينكس وكروم أو إس باسم Collabora Office.
- رسم ليبر أوفيس[1] وليبر أوفيس رايتر[1] لأنظمة التشغيل ويندوز وماك أو إس ولينكس وBSD وغيرها.
- ليكس لأنظمة التشغيل ويندوز وماك أو إس ولينكس يونكس وOS/2 هايكو، استنادًا إلى نظام التنضيد لاتخ، الإصدار الأولي في عام (1995).
- سكريبوس لأنظمة التشغيل ويندوز، ماك إس، ولينكس يونكس، وBSD، يونكس، هايكو، وOS/2، استنادًا إلى مجموعة أدوات Qt المجانية، الإصدار الأولي في عام (2003).

#### برامج النشر المكتبي عبر الإنترنت
- رسم التعاون عبر الإنترنت[1] والتعاون عبر الإنترنت.[1]
- السيناريو، أداة نشر مفتوحة المصدر أحادية المصدر مع دعم للنشر المتسلسل.

## امتلاكي

### برنامج النشر المكتبي لنظام التشغيل ويندوز
- أداة النشر الآلي XEditpro - DiacriTech، 1997.
- أدوبي إن ديزاين.
- أدوبي فريم ميكر.
- أدوبي بيج ميكر، توقف في عام 2004.
- الناشر التقارب.
- قاعدة البيانات.
- كالاموس (DTP).
- برنامج كوريل درو.
- Corel Ventura، ناشر فينتروا سابقًا، تم تطويره في الأصل بواسطة زيركوس، وهو الآن مملوك لشركة كوريل.
- أدوبي صانع الاصار ، المملوكة الآن لشركة أدوبي.
- InPage - DTP الذي يعمل مع اللغة الإنجليزية + الأردية والعربية والفارسية والباشتو وما إلى ذلك.
- مادكاب فلير.
- مايكروسوفت الناشر
- دفق الصفحة، المعروف سابقًا باسم شريك النشر.
- برينس XML ، بواسطة YesLogic.
- كوارك اكسبريس.
- RagTime.
- زارا ديزاينر برو اكس.
- مصمم صفحات وتخطيطات Xara.

#### برنامج النشر المكتبي لنظام التشغيلماك أو اس
- أدوبي إن ديزاينز.
- أدوبي بيج ميكر، توقف في عام (2004).
- الناشر التقارب.
- قاعدة البيانات.
- ايكالاموس.
- الناشر ايستوديو – برنامج النشر المكتبي وتخطيط الصفحات لنظام التشغيل ماك أو اس.
- الصفحات من شركة أبل.
- كوارك اكسبريس.
- جاهز، استعد، انطلق.
- محل الطباعة، تم إنتاجه في الأصل بواسطة برودربوند.

##### برامج النشر المكتبي عبر الإنترنت
- كانفا.
- فاتبينت.
- لوسيدبريس – برنامج النشر المكتبي وتخطيط الصفحات المستند إلى الويب والتعاوني.
- بيكتوشارت.
- مخطط المعلومات.

## متقاعد
- أبل وركس لنظامي التشغيل ماكنتوش وويندوز.
- Calamus - لأجهزة الكمبيوتر التي تعمل بنظام أتاري توس (Atari TOS).
- GeoPublish - للكومودور 64.
- ناشر تيم وركس.
- ناشر الانطباع والانطباع - لأرخميدس الجوزة.
- كوريل فينتورا.